# Експедиційна медаль (США)
Експедиці́йна Меда́ль Збро́йних сил (США) (англ. Armed Forces Expeditionary Medal) — військова нагорода США, заснована Указом Президента країни Джона Кеннеді № 10977, від 4 грудня 1961 року. Медаллю нагороджуються військовослужбовці Збройних сил США, які брали участь у «будь-якій військовій кампанії за участю США, для якої не існує спеціальної медалі».

## Зміст
З моменту свого заснування в 1961 році, Експедиційною медаллю Збройних сил США нагороджувалися військові країни, які брали участь у більш ніж сорока п'яти визначених військових кампаніях за кордоном. Першою кампанією такого роду стала «Карибська криза» і цієї нагородою були відзначені військові, які, перебуваючи на військовій службі, брали участь у подіях в період з жовтня 1962 року до червня 1963 року. Згодом медаллю були нагороджені американські військові, що відзначилися під час подій у Лівані, на Тайвані, у Республіці Конго, під час кризи у Тайванській протоці, і за службу в Берліні між 1961 і 1963 роками.
На початковій фазі війни у В'єтнамі, коли американські військові брали мінімальну участь у протистоянні, Експедиційною медаллю Збройних сил нагороджувалися усі учасники операцій у Південному В'єтнамі, Лаосі та Камбоджі. У 1965 році, із запровадженням медалі за службу у В'єтнамі, нагородження Експедиційною медаллю у В'єтнамі було припинено. Як виняток, для тих нагороджених, що отримали Експедиційну медаль раніше, ті що виявили бажання, отримали можливість обміняти Експедиційну медаль на Медаль за службу у В'єтнамі. Деякі військовослужбовці американських Збройних сил отримали обидві медалі разом.
У 1968 році Експедиційною медаллю Збройних сил був нагороджений за операцію військово-морських сил по захисту розвідувального корабля USS «Пуебло», який був захоплений Північною Кореєю, а також для тих, хто проходив службу в Кореї. В подальшому медаллю удостоювалися військовики, що брали участь у бойових операціях у Таїланді й Камбоджі в 1973 році.
У 2003 році із заснуванням Експедиційної медалі за війну з тероризмом, нагородження Експедиційною медаллю Збройних сил було припинено для тих, хто брав участь у військових операціях в Іраку, Саудівській Аравії й Кувейті. Після 18 березня 2003 деякі категорії військових отримали право на нагородження як Експедиційною медаллю Збройних сил, так й Експедиційною медаллю за війну з тероризмом. Водночас, за умовами нагородження медаллю, присвоюється тільки одна медаль, як окремим військовим, так й підрозділам, що були розгорнути на Близькому Сході під час операції «Південна Вахта», що незабаром перейшли до операції зі звільнення Іраку.

## Військові операції, за які нагороджують

### Військові операції США
Після завершення В'єтнамської війни, Експедиційна медаль Збройних сил вручалася за участь американських військових у певних військових операціях, що проводилися власно збройними силами країни: в Панамі, на Гренаді, в Лівії.